# Azotobacter vinelandii
Azotobacter vinelandii (лат.) — вид бактерий рода азотобактер, грамотрицательный диазотроф, способный фиксировать азот в процессе аэробного роста. Представляет собой удобную модельную систему для изучения процесса азотофиксации, хорошо растёт в культуре.
A. vinelandii — свободно живущий почвенный организм, синтезирует фитогормоны и витамины. Синтезирует флуоресцентный пигмент пиовердин.
Нитрогеназа из Azotobacter vinelandii исследовалась при помощи рентгеноструктурного анализа как в АТФ-тетрафлуороалюминатном состоянии, так и в MgАТФ-связанном. В качестве активного сайта у этого фермента сложный молибденово-железосерный кластер, состоящий из двух псевдокубических структур.